# 元符
元符（1098年六月一日—1100年）是宋哲宗赵煦的第三个年号。北宋使用这个年号共三年。元符三年正月十二日宋徽宗即位沿用。

## 年號含義
改元原因為咸阳百姓段义捡到一枚玉印，经鉴定认定该符印是上天降的传国之宝，為祥瑞，因此改元“元符”，以示庆祝。

## 改元
- 紹聖五年——五月十九日，有詔六月一日起改元元符。[2][3][4]
- 元符三年——正月十二日，宋哲宗去世，宋徽宗即位。十一月十三日，有詔明年改元建中靖國。[5][6]

## 紀年對照表
| 元符 | 元年   | 二年   | 三年   |
| ---- | ------ | ------ | ------ |
| 公元 | 1098年 | 1099年 | 1100年 |
| 干支 | 戊寅   | 己卯   | 庚辰   |

## 参見
- 中国年号列表
- 同期存在的其他政权年号
  - 壽昌（1095年－1101年）：辽朝—遼道宗耶律洪基之年號
  - 永安（1098年－1100年）：西夏—夏崇宗李乾順之年號
  - 明开（1097年－1102年在位）：大理—段正淳之年號
- 越南
  - 會豐（1092年－1100年）：李朝—李乾德之年號
- 日本
  - 承德（1097年－1099年）：堀河天皇之年号
  - 康和（1099年－1104年）：堀河天皇之年号

## 深入閱讀
- 李崇智. . 北京: 中華書局. 2004年12月. ISBN 7101025129.
- 鄧洪波. . 臺北: 國立臺灣大學東亞經典與文化研究計劃. 2005年3月  [2021-11-19]. ISBN 9789860005189. （原始内容 (pdf)存档于2007-08-25）.

| 前一年號： 紹聖 | 北宋年号 | 下一年號： 建中靖国 |